# Paranemonia cinerea
Paranemonia cinerea is een zeeanemonensoort uit de familie Actiniidae.
Paranemonia cinerea is voor het eerst wetenschappelijk beschreven door Contarini in 1844.